# El cronicón
El cronicón es una película española de comedia de 1969, dirigida por Antonio Giménez-Rico y protagonizada en los papeles principales por Cassen, Manolo Gómez Bur y Esperanza Roy.

## Sinopsis
Durante la Edad Media, el conde Sandro, señor de un antiguo territorio árabe, sufre una rara dolencia que le provoca impotencia. Para curarse de este mal, que pone en peligro su dinastía, el conde encarga al navegante Blas Testa de Buey la misión de ir hasta El Dorado a buscar un remedio efectivo. Testa de Buey, que mantiene un idilio con la condesa Genoveva, encuentra en El Dorado a Dilaila una bella y salvaje mujer capaz de curar al conde Sandro.

## Reparto
| Actor/Actriz        | Personaje                    |
| ------------------- | ---------------------------- |
| Cassen              | Don Blas Testa de Buey       |
| Manolo Gómez Bur    | Conde Sandro II el Bravo     |
| Esperanza Roy       | Condesa Genoveva             |
| Luis Sánchez Polack | Aladino                      |
| Venancio Muro       | Alicán, el mercader          |
| Rosanna Yanni       | Dilaila.                     |
| Antonio Casal       | A. Tomas , el Justicia Mayor |
| José Franco         | El gordo Atanasio            |
| José Orjas          | Comisario                    |
| Manuel Andrés       | Casimiro                     |
| Emiliano Redondo    | Lucrecio                     |
| Mercedes Borqué     | Prostituta detenida 1        |
| María Elena Flores  | Prostituta detenida 2        |
| Rafael Borqué       | Luis González                |
| Sergio Mendizábal   | Miembro del tribunal         |